# SMS Bayern
Le SMS Bayern est un cuirassé de classe Bayern construit pour la Kaiserliche Marine et nommé d'après la Bavière. Lancé en 1915, il entre en service en juillet 1916, peu après la bataille du Jutland. Son armement principal consiste en huit canons de 38 cm, ce qui est une avancée significative par rapport à ses prédécesseurs de classe König qui eux possèdent dix canons de 30,5 cm. Le Bayern est alors conçu pour être le noyau de la 4e escadre de bataille de la Hochseeflotte avec ses sister-ships. Cependant, seul le SMS Baden sera terminé, les moyens alloués aux deux autres étant réaffectés à la construction d'U-boote.
Étant donné sa mise en service tardive, la participation du Bayern au conflit est limitée. En août 1916, il prend part à une avancée ratée en mer du Nord. L'année suivante, il participe à l'opération Albion dans le golfe de Riga, mais le 12 octobre, peu après le début de l'attaque, il touche une mine et doit se retirer afin de subir des réparations. Après la fin de la guerre, il est interné à Scapa Flow avec les autres membres de la Hochseeflotte. Le 21 juin 1919 à 14 h 30, le Bayern est sabordé sur les ordres de l'amiral von Reuter. En septembre 1934, il est renfloué et amarré à Rosyth avant d'être démoli.

## Conception

Disposition du blindage du Bayern.

Le Bayern est commandé sous le nom de code « T » en 1912, grâce à la Loi Navale de cette année. La construction commence en 1913 au chantier naval Howaldtswerke à Kiel, et le Bayern est lancé le 18 février 1915. Après les finitions et une période d'essais en mer, le navire entre en service le 15 juillet 1916, un mois et demi après la bataille du Jutland. Il aura coûté 49 millions de goldmarks à l'Empire allemand. Le Bayern est rejoint peu après par son sister-ship le Baden, les autres navires de la classe (le Sachsen et le Württemberg) étant annulés avant la fin de leur construction.
Le Bayern possède une longueur de flottaison de 179,4 mètres et une longueur hors-tout de 180 mètres. Son maître-bau est de 30 mètres et son tirant d'eau de 9,4 mètres. Il déplace 28 530 tonnes et a un port en lourd de 32 200 tonnes. Le Bayern est mû par trois turbines à vapeur Parsons développant 35 000 chevaux, alimentées par onze chaudières à charbon et trois à mazout Schulz-Thornycroft. Lors des essais, elles développent 55 967 chevaux, permettant au Bayern d'atteindre les 22 nœuds (41 km/h),. Le cuirassé peut emporter jusqu'à 3 400 tonnes de charbon et 620 tonnes de mazout, ce qui lui permet de parcourir 5 000 milles marins (9 300 km) à une vitesse de croisière de 12 nœuds (22 km/h).
Le Bayern est le premier navire de guerre allemand armé de huit canons de 38 cm. Ceux-ci sont disposés en quatre tourelles doubles : deux en position de tir superposé à l'avant, et deux à l'arrière dans la même disposition. L'armement secondaire consiste en seize canons de 15 cm, deux (six après transformation) de 8,8 cm et cinq tubes lance-torpilles immergés, un dans la proue et deux de chaque côté du navire. Lors de sa mise en service, l'équipage du Bayern est composé de 42 officiers et 1 129 matelots.

## Histoire

### 1916
Le Bayern rejoint la 3e escadre de bataille de la Hochseeflotte le 15 juillet 1916, six semaines après la bataille du Jutland. Le navire aurait pu être présent lors de celle-ci, mais son équipage, majoritairement composé de celui du Lothringen, récemment retiré du service, est en permission. Le commandant du Bayern est alors le Kapitän zur See (capitaine de vaisseau) Max Hahn (de), et Ernst Lindemann, qui commandera le Bismarck durant la Seconde Guerre mondiale, est opérateur radio sur le navire.
Les 18 et 19 août 1916, l'amiral Reinhard Scheer prévoit une opération conduite par le 1er groupe de reconnaissance. Cette opération a pour but d'attirer à la mer et de détruire la flotte de croiseurs de bataille de l'amiral David Beatty, avant qu'elle ne reçoive le renfort des escadres de cuirassés britanniques. Comme le Moltke et le Von der Tann sont les seuls croiseurs de bataille allemands en état de combattre, trois dreadnoughts sont appelés en renfort afin de mener à bien cette opération : deux navires de classe König, les SMS Markgraf et Grosser Kurfürst, et le Bayern. L'amiral Scheer, aux commandes du reste de la Hochseeflotte, composée de 15 dreadnoughts, attend à proximité de refermer le piège. Les Britanniques, au courant des intentions de leurs ennemis, envoient la Grand Fleet entière à la rencontre des Allemands. Vers 14 h 35, Scheer, ayant été averti de l'approche de la Grand Fleet et, peu enclin à engager le combat avec la totalité de cette flotte devant laquelle il a dû se retirer deux mois et demi auparavant lors de l'indécise et meurtrière bataille du Jutland, décide de faire demi-tour et rentre au port. Une autre sortie se déroule en mer du Nord les 18 et 20 octobre, mais la flotte allemande ne rencontre aucune opposition.

### Opération Albion

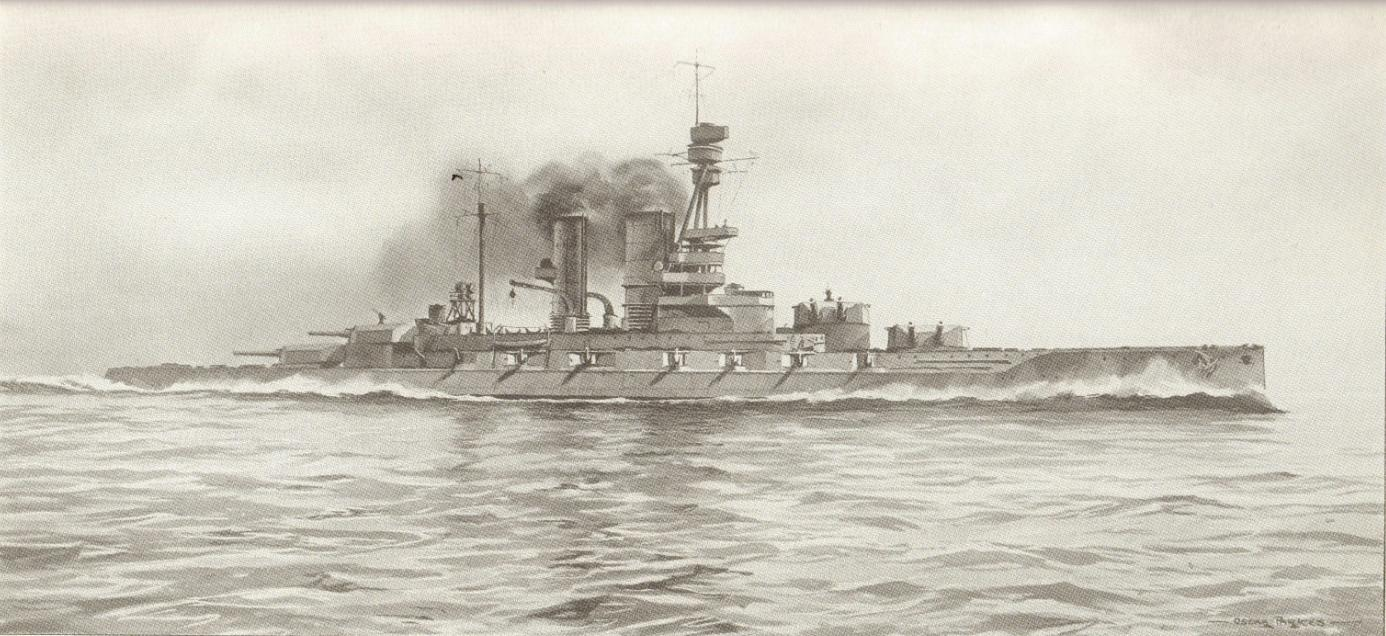
Croquis du Bayern.

Début septembre 1917, après la capture du port russe de Riga par les Allemands, la marine décide de nettoyer le golfe de Riga du reste des forces de la marine russe. Pour cela, l'amirauté prépare une opération de capture des îles baltiques d'Ösel, en particulier les batteries de la péninsule de Sõrve. Le 18 septembre, une opération conjointe entre l'armée et la marine est lancée afin de capturer les îles d'Ösel et de Moon, la force navale étant constituée de la 3e escadre de bataille de la Hochseeflotte menée par le Moltke. La 5e division est alors composée du Bayern et des quatre cuirassés de la classe König et la 6e division des cinq cuirassés de la classe Kaiser. Accompagnée de neuf croiseurs légers, de trois flottilles de torpilleurs et de plusieurs dizaines de dragueurs de mines, l'escadre est forte de 300 navires, escortée par plus de 100 avions et six zeppelins. 24 600 officiers et hommes du rangs constituent quant à eux la force de débarquement. Pour défendre les îles, les Russes disposent des vieux pré-dreadnoughts Slava et Tsarevitch, des croiseurs cuirassés Bayan, Amiral Makarov et Diana, de 26 destroyers et de plusieurs torpilleurs et canonnières. La garnison d'Ösel totalise quant à elle 14 000 hommes.
L'opération Albion commence le 12 octobre, lorsque le Bayern, accompagné du Moltke et des quatre classe König, commence à bombarder les batteries côtières de la baie de Tagalaht. Au même moment, les cinq classe Kaiser engagent le combat avec l'artillerie de la péninsule de Sõrve. L'objectif est de sécuriser le passage entre les îles Moon et Dagö, seule échappatoire possible pour les navires russes présents dans le golfe. La participation du Bayern à cette opération est compromise lorsqu'il rencontre une mine vers 5 h 5 alors qu'il rejoint sa position vers Pamerort. L'explosion tue un sous-officier et six marins, et le navire embarque près de mille mètres cubes d'eau, provoquant l'enfoncement du gaillard d'avant dans l'eau de près de deux mètres,. Malgré les dégâts, le Bayern ouvre le feu sur la batterie côtière du cap Toffri, au sud d'Hiiumaa. Le cuirassé quitte sa position à 14 h. Des réparations préliminaires sont effectuées le 13 octobre dans la baie de Tagga. Ces réparations de fortune s'avèrent inefficaces, et le Bayern fait route vers Kiel, qu'il atteindra après dix-neuf jours de mer, afin d'y être remis en état. Du 3 novembre au 27 décembre, la chambre des torpilles avant est transformée en compartiment étanche et ses ouvertures scellées. Quatre canons anti-aériens de 8,8 cm sont aussi rajoutés.
Le 16 octobre, deux cuirassés de la classe König et plusieurs petits navires sont envoyés afin de croiser le fer avec les cuirassés russes. Le jour suivant, le König et le Kronprinz engagent le combat avec leurs homologues russes : le König avec le Slava, le Kronprinz avec le Slava et le Bayan. Les Allemands font mouche plusieurs dizaines de fois avant que l'amiral Bakhirev, vers 10 h 30, n'ordonne à ses navires de battre en retraite. Le Slava, sévèrement touché, est sabordé sur place, et son équipage est évacué vers un destroyer. Le 20 octobre, l'opération s'achève sur un succès : la flotte russe a été détruite ou s'est retirée, et l'armée allemande a pris possession des îles du golfe.

### Opérations ultérieures
Les réparations achevées, le Bayern est assigné à des tâches de patrouilles en mer du Nord. Vers la fin de l'année 1917, l'amiral Scheer utilise des navires rapides afin d'attaquer les convois britanniques se dirigeant vers la Norvège. Par conséquent, la Royal Navy fait escorter ces convois par une escadre de cuirassés, ce qui pourrait donner à Scheer la possibilité de détruire l'une ces escadres issues de la Grand Fleet. Celui-ci remarque alors qu'« une attaque réussie sur un tel convoi aurait non seulement pour conséquence de couler un gros tonnage, mais serait un grand succès militaire qui forcerait les Anglais à envoyer plus de navires de guerre dans les eaux du Nord ». Scheer ordonne alors le silence radio en vue d'une attaque planifiée, empêchant les Britanniques d'intercepter et de décrypter les messages allemands, ce qui leur avait déjà donné l'avantage auparavant. La date est arrêtée au 23 avril : les croiseurs de bataille de Hipper ont pour mission d'attaquer le convoi et son escorte, pendant que les cuirassés de la Hochseeflotte les couvrent. Le 22 avril, le Bayern et le reste de la flotte allemande se regroupent au large de Schillig, et le départ est donné le lendemain matin à 6 h 0. Celui-ci est néanmoins retardé d'une demi-heure, un brouillard épais forçant les navires à rester à l'abri de leur champ de mines.
Le 24, à 5 h 20, le convoi est à environ 60 milles marins (111 km) à l'ouest d'Egerö en Norvège. Malgré le fait que la flotte allemande ait réussi à rejoindre la zone de destination sans être détectée, l'opération échoue à cause de mauvais renseignements. En effet, les rapports provenant des U-boote avaient signalé à Scheer qu'un convoi partait à chaque début et milieu de semaine. Or, un convoi part de Bergen en direction de l'ouest le mardi 22, alors qu'un convoi quitte Methil en Écosse le jeudi 24, en direction de l'est. Hipper ne croise ainsi aucun convoi.
Le même jour, l'une des hélices du Moltke se déboîte, entraînant 2 000 m3 d'eau à l'intérieur du navire, ce qui endommage les générateurs. Le Moltke est alors obligé de rompre le silence radio pour avertir Scheer de la situation, ce qui alerte la Royal Navy sur la présence de la Hochseeflotte. Beatty sort alors à sa rencontre, fort de 31 cuirassés et 4 croiseurs de bataille, mais arrive trop tard pour intercepter la flotte allemande, celle-ci ayant rejoint son champ de mines dans la matinée du 25 avril. Pendant le trajet, approximativement 40 milles marins (74 km) au large d'Heligoland, le Moltke est touché par une torpille du sous-marin HMS E42, mais cela ne l'empêche pas d'arriver à bon port sain et sauf.

### Fin de la guerre

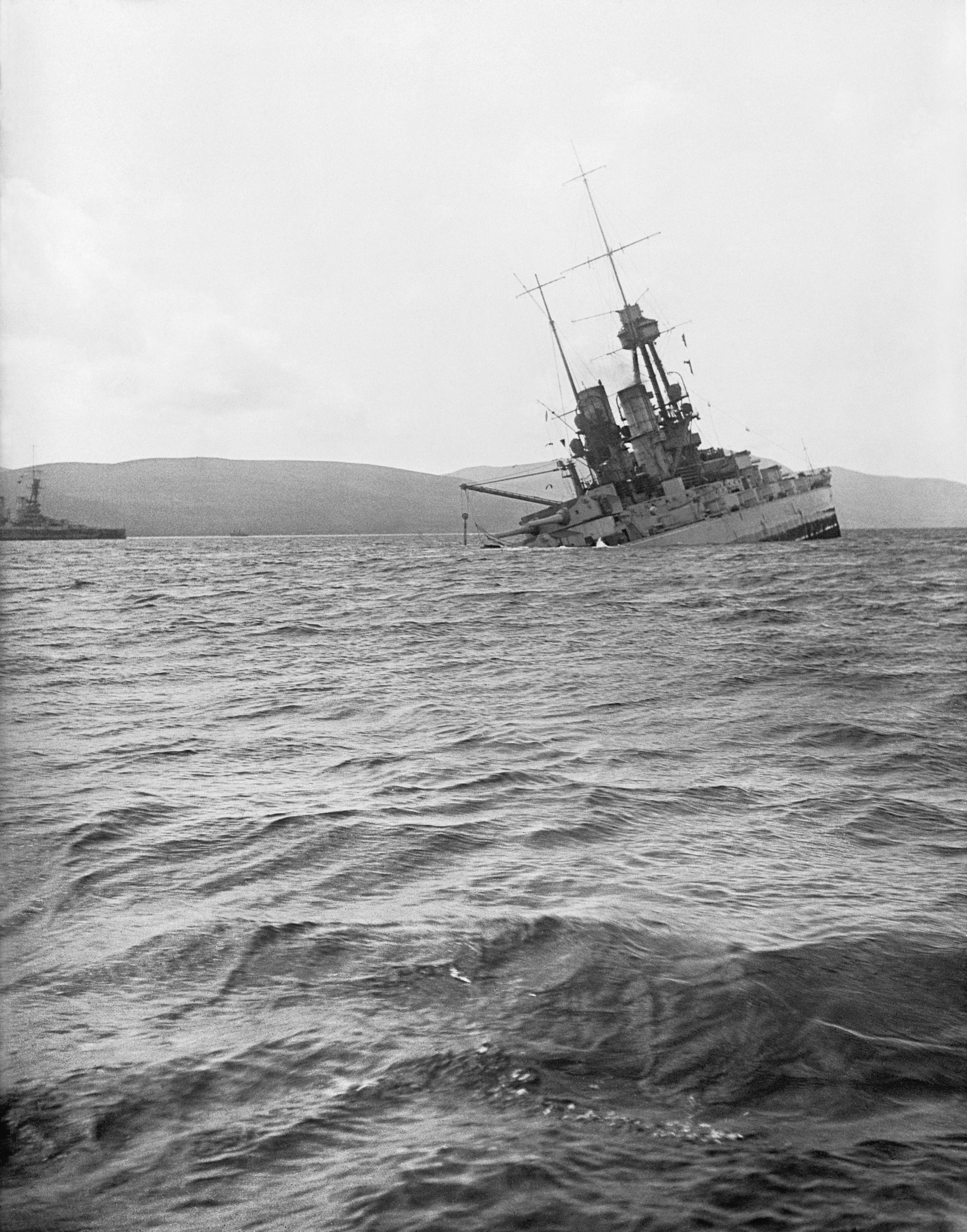
Le Bayern coulant à Scapa Flow.

Le Bayern aurait dû prendre part à ce qui aurait été le « baroud d'honneur » de la Hochseeflotte peu avant la fin de la Première Guerre mondiale. Une grosse partie de la Hochseeflotte avait en effet pour but de sortir de sa base de Wilhelmshaven afin d'engager la Grand Fleet britannique. Scheer (alors Großadmiral de la flotte) avait dans l'idée d'infliger le maximum de dommages à la marine britannique, ce à n'importe quel prix, afin d'être dans une position moins défavorable en cas de reddition. Alors que la flotte se prépare à cette éventualité à Wilhelmshaven, des marins las de la guerre manifestent leur mécontentement. Le 24 octobre 1918, ordre est donné de sortir du port. À partir de la soirée du 29, les équipages de plusieurs cuirassés se mutinent ; trois navires de la 3e escadre refusent de lever l'ancre, et des actes de sabotages sont recensés à bord du Thüringen et du Helgoland. L'ordre de départ est annulé face à cette révolte ouverte et les escadres sont dispersées, comme un ultime effort afin de mater la mutinerie.
Après la capitulation de l'Allemagne en novembre 1918, la majorité de la Hochseeflotte doit être internée à la base navale britannique de Scapa Flow, et le Bayern en fait partie. Le 21 novembre, ces navires, sous le commandement du konteradmiral Ludwig von Reuter, sortent de leur port d'attache pour la dernière fois. Ils rejoignent le croiseur léger britannique Cardiff, avant d'être escortés par une flottille de 370 navires britanniques, américains et français pour leur voyage à Scapa Flow.
La flotte reste en captivité durant les négociations aboutissant au traité de Versailles en 1919. Il devient alors évident pour Reuter que les Britanniques ont l'intention de s'emparer des navires allemands le 21 juin, la date butoir donnée à l'Allemagne pour signer le traité de paix. Ignorant le fait que cet ultimatum a été déplacé au 23, Reuter ordonne le sabordage de sa flotte. Le matin du 21 juin, la flotte britannique quitte Scapa Flow pour effectuer des manœuvres. À 11 h 20, Reuter transmet l'ordre fatidique à ses navires. Le Bayern coule à 14 h 30. Le 1er septembre 1934, il est renfloué puis définitivement démantelé à Rosyth. La cloche du navire est rendue à la Bundesmarine et peut être aperçue au Fördeklub de Kiel,.